# Кукушки-личинкоеды
Кукушки-личинкоеды (лат. Crotophaginae) — подсемейство птиц семейства кукушковых (Cuculidae). Представители подсемейства распространены на территории от Флориды на севере, через Центральную Америку и Вест-Индию до Южной Америки и далее на юг до Рио-Негро в Аргентине.
Подсемейство отличается развитием совместного размножения, когда несколько самок откладывают яйца в общем гнезде.

## Классификация
Род Guira — Гуиры
- Guira guira — Гуира

Род Crotophaga — Ани
- Crotophaga major — Большой ани
- Crotophaga ani — Ани
- Crotophaga sulcirostris — Бороздчатоклювый ани